# محمد منظرپور
محمد منظرپور (زادهٔ ۱۸ اسفند ۱۳۵۰، تهران) روزنامه‌نگار، خبرنگار، مجری و سردبیر پیشین بخش فارسی صدای آمریکا و بخش آمریکای شمالی ایران اینترنشنال است.

## حرفه
منظرپور فعالیت مطبوعاتی خود را از سال ۱۳۷۲ به عنوان خبرنگار اجتماعی در هفته‌نامه پیک آزادی آغاز کرد. او قبل از پیوستن به رادیو بی‌بی‌سی در سال ۲۰۰۲، دبیر سرویس اقتصادی روزنامه تهران تایمز بود. وی همچنین سابقه فعالیت در رادیو و تلویزیون بی‌بی‌سی فارسی را در کارنامه خود دارد و از سال ۲۰۰۸ تا ۲۰۱۱ به عنوان خبرنگار خاورمیانه شبکه بی‌بی‌سی فارسی در اسرائیل مشغول به فعالیت بوده است. او پوشش دهنده جنگ غزه (۲۰۰۸–۲۰۰۹) برای شبکه بی‌بی‌سی فارسی بود و از سال ۲۰۱۰ تا ۲۰۱۱ خبرنگار حاضر در مصر و تونس برای پوشش بهار عربی بود.
وی همچنین گزارش‌های میدانی خود را از طریق پوشش جلسات عمومی انتخابات سال ۲۰۱۱ نیکاراگوئه و مراسم ترحیم هوگو چاوز در سال ۲۰۱۳ ادامه داد.

منظرپور   در سال ۲۰۱۳ سردبیر بخش فارسی صدای آمریکا شد که مصادف با رایزنی ایران و گروه ۱+۵ بود که منجر به امضای برنامه جامع اقدام مشترک شد. در این زمان تحت نظارت منظرپور، تبلیغات مخالفان ایرانی برجام در مورد این قرارداد تضعیف شد و فریادهای حمایت از این قرارداد در تیتر اول و خط مقدم صدای آمریکا قرار گرفتند. مدت کوتاهی پس از پیروزی دونالد ترامپ در انتخابات ریاست‌جمهوری ایالات متحده آمریکا (۲۰۱۶)، فعالیت منظرپور در صدای آمریکا خاتمه یافت.

منظرپور تنها خبرنگار  است که سال ۲۰۰۹ با شیمون پرز رئیس‌جمهور وقت اسرائیل، مصاحبه‌ای اختصاصی انجام داده است.وی شبکه نیم را سخیف دانسته است.
.
آبان ۱۴۰۱ محمد منظرپور  با شبکه دو جمهوری اسلامی گفتگو کرد و از رویکرد شبکه ایران اینترنشنال و برخی روزنامه‌نگاران رسانه‌های فارسی خارج کشور انتقاد کرد.
این مصاحبه قرار بود چهارم آبان ۱۴۰۱ از شبکه دو سیما پخش شود، اما به دلایل نامشخص پخش نشد. بعد از آن محمد منظرپور خودش فایل صوتی این مصاحبه را در شبکه اجتماعی کلاب‌هاوس منتشر کرد.